# Samoczynny system przejazdowy

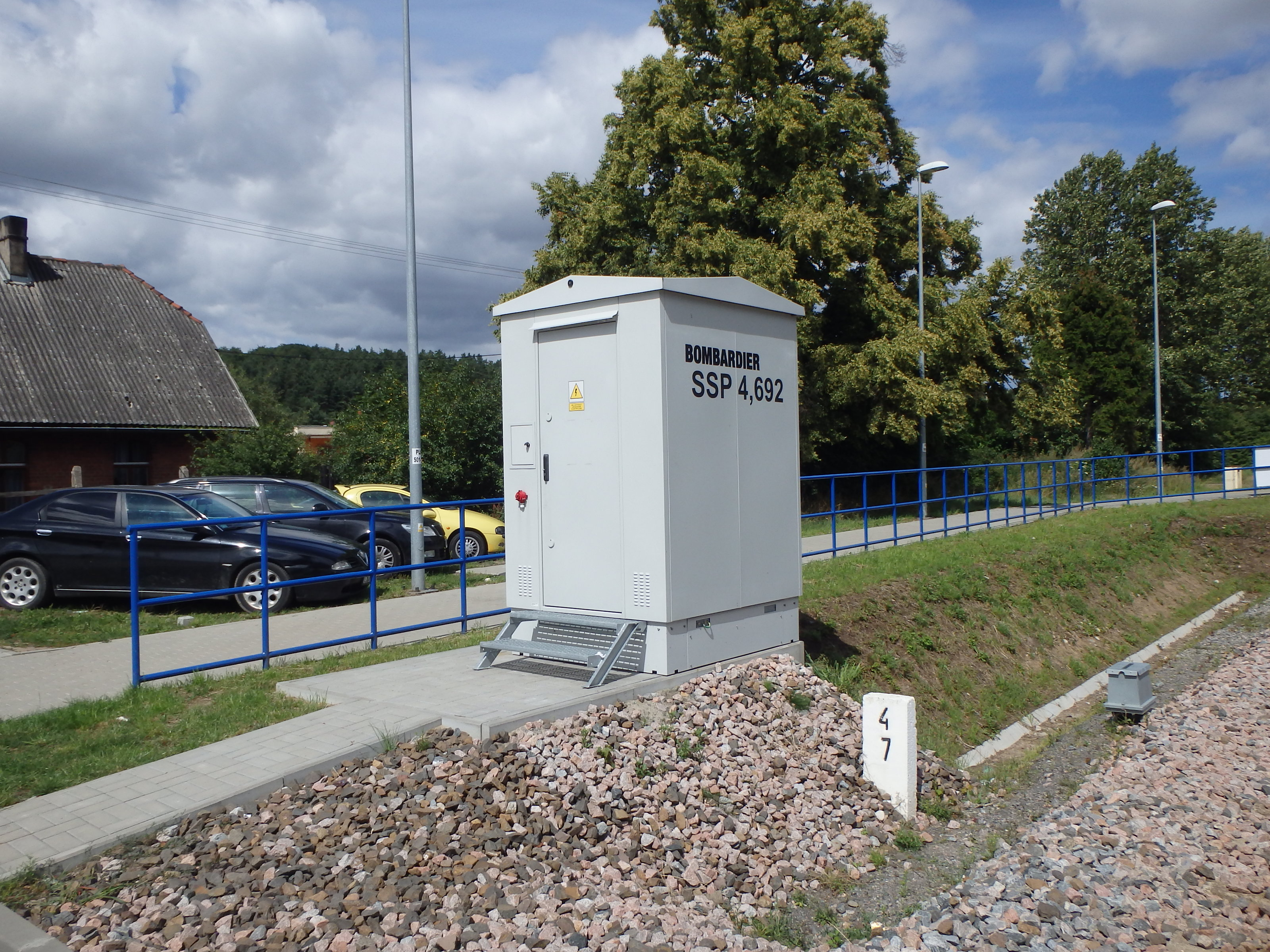
Sterownik SSP firmy Bombardier przejazdu kolejowo-drogowego w km 4,692 linii nr 213 nieopodal przystanku Reda Rekowo

Samoczynny system przejazdowy (również samoczynna sygnalizacja przejazdowa, SSP) – system przejazdowy, w którym urządzenia zabezpieczenia ruchu na przejeździe kolejowo-drogowym są sterowane samoczynnie przez jadący pociąg lub inny system sterowania ruchem kolejowym.

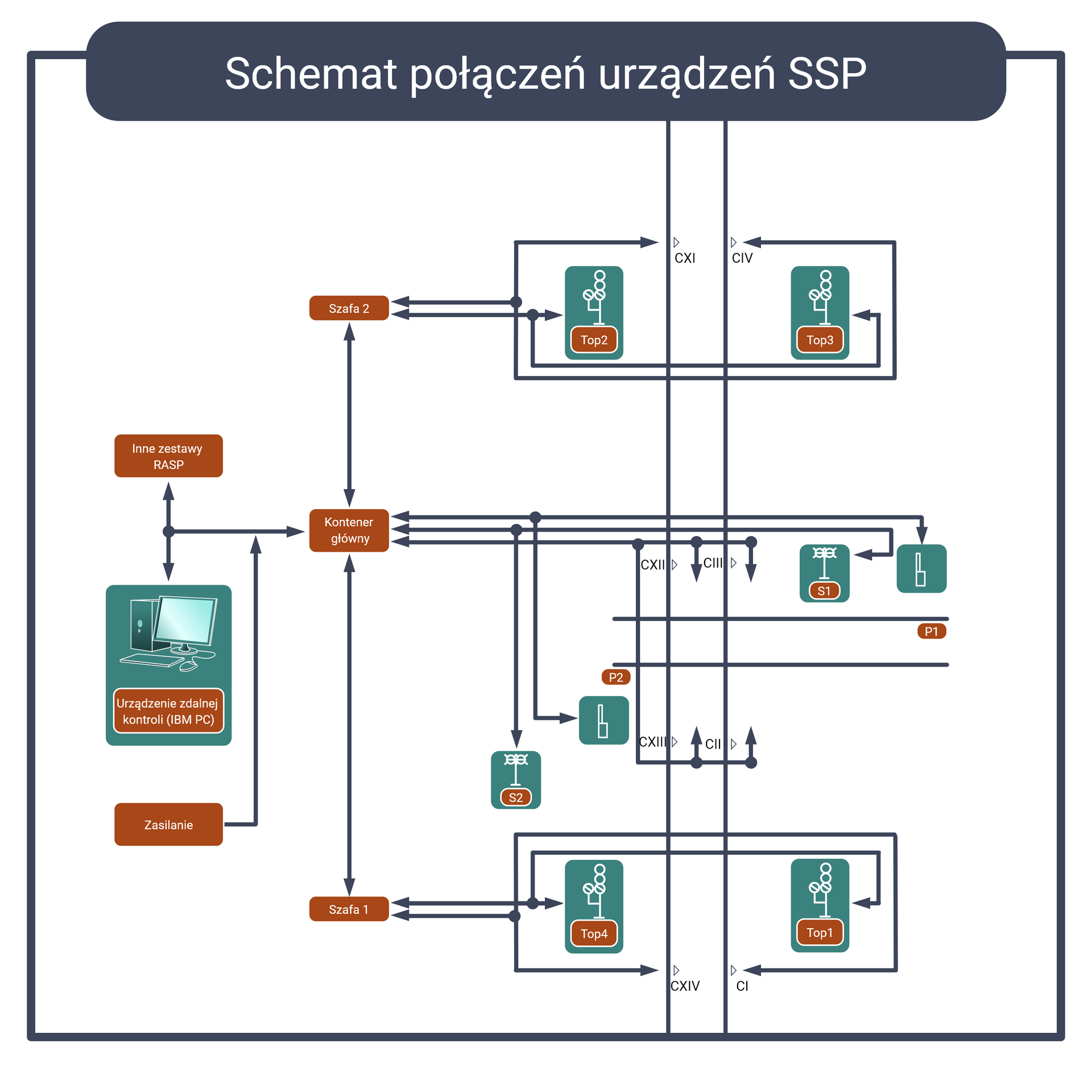
Przykładowy schemat urządzeń SSP

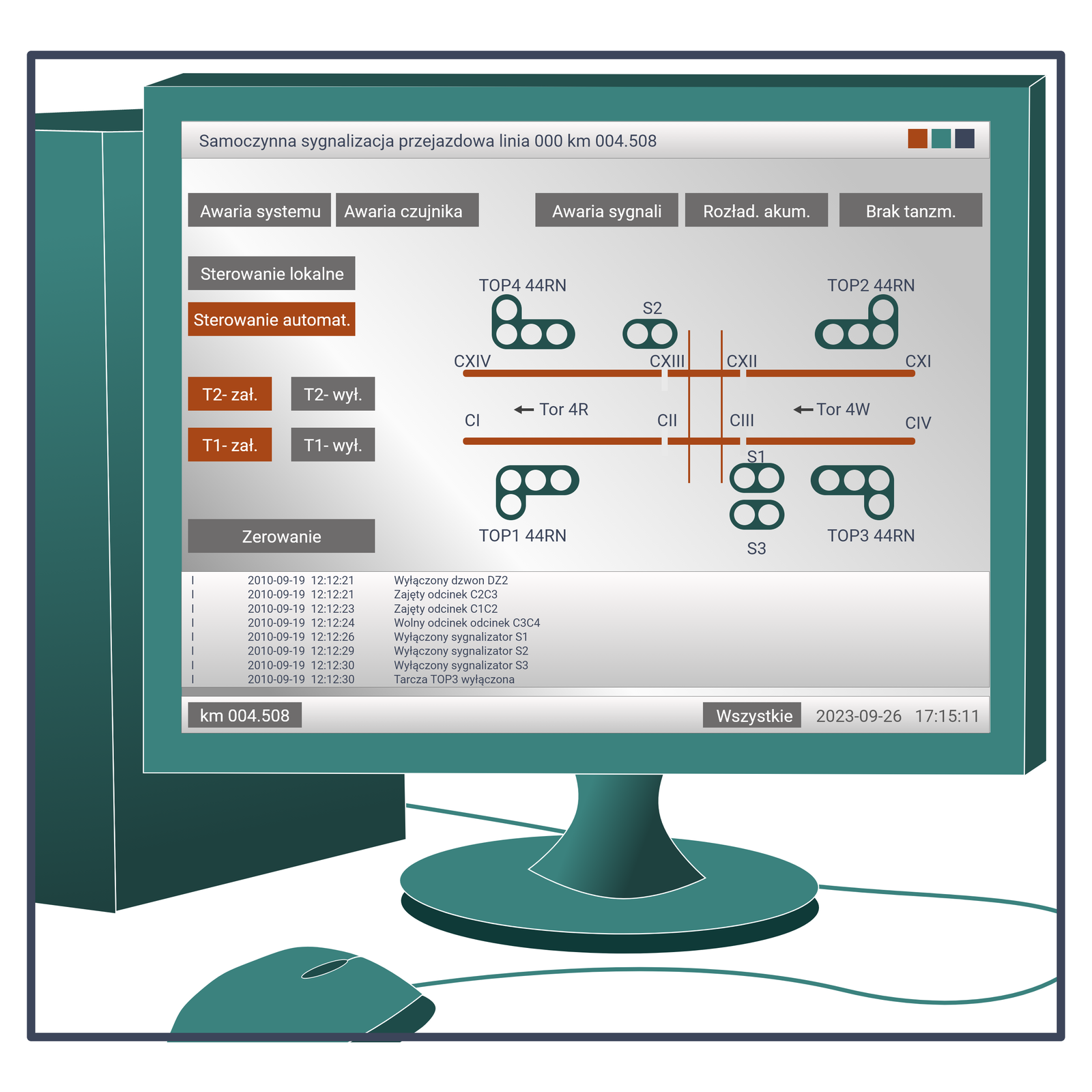
Przykładowy komputer urządzenia zdalnej kontroli systemu SSP

Urządzenia te uruchamiane są przez zbliżający się do przejazdu pociąg za pomocą czujników torowych. Na przejeździe zainstalowane są urządzenia ostrzegawcze, w skład których wchodzą sygnalizatory drogowe (najczęściej od 2 do 4 sztuk) uzupełnione zazwyczaj sygnałem dźwiękowym (dzwonem lub brzęczykiem) oraz półrogatki (zamykające wjazd i zjazd z przejazdu lub wyłącznie wjazd). Uruchomienie sygnalizacji następuje minimum 30 lub 46 sekund – w zależności od ilości zapór – i maksimum 120 sekund przed wjechaniem czoła pociągu na przejazd. Wyłączenie SSP (wygaszenie sygnalizatorów drogowych lub rozpoczęcie podnoszenia rogatek) może nastąpić po upływie minimum 6 sekund od momentu zjechania ostatniej osi z przejazdu. SSP składa się z następujących grup urządzeń: urządzenia oddziaływania (wykrywające zbliżający się do przejazdu pociąg), urządzenia ostrzegawcze (sygnalizatory drogowe, dzwony, rogatki, tarcze ostrzegawcze przejazdowe), urządzenia sterujące, kontrolne i zasilające i inne.